# Свекольник
Свеко́льник — холодный суп в русской кухне, обнаруживающий сходство с холодным борщом и окрошкой: его готовят из свёклы на хлебном квасе. Тёмно-красный свекольник обладает в меру солёным кисло-сладким вкусом, с ароматом огурцов и укропа и привкусом свёклы.
Для приготовления свекольника имеется два основных рецепта: на одном квасе или на смеси кваса со свекольным отваром и соответственно с припущенной или отваренной свёклой. Свекольный отвар, приправленный лимонной кислотой, процеживают и смешивают с квасом, иногда с огуречным или капустным рассолом, в равных пропорциях. Если используется свежая свекольная ботва, её отваривают и протирают через сито. В свекольник добавляют также нарезанные кубиками свежие или солёные огурцы, а также в некоторых рецептах — припущенную или отваренную морковь. По рецепту селянского свекольника добавляют отварной картофель и редис. В некоторых рецептах для свекольника подготавливают свекольный квас, для этого нарезанную и очищенную отваренную молодую свёклу и чёрный хлеб заливают кипятком и настаивают несколько часов в холодном месте либо заквашивают свекольный отвар. Суп приправляют уксусом, тёртым хреном, солью, сахаром и столовой горчицей и подают с рубленой зеленью укропа, сметаной, половинкой варёного яйца и кусочками льда, отдельно сервируют кусочками отварную щуку или окуня. Грибной свекольник готовят на хлебном квасе с добавлением отваренных сушёных грибов.
Свекольником также называют свекольную ботву. Е. И. Молоховец в своём труде «Подарок молодым хозяйкам» указывает, что молодые стебли свёклы употребляют весной в щи, летом — в ботвинью (также известную под названием «ботвинник») и хлодник. На зиму она предлагает свекольник мариновать, а свёклу хранить в песке так, чтобы она весной дала зелёный молодой свекольник.